# Вовніги
Вовніги (слобода Волницька. Волніги) — село в Україні, у Дніпровському районі Дніпропетровської області. Належить до Солонянської громади [Архівовано 5 січня 2022 у Wayback Machine.]. Населення станом на 2021 рік — 126 мешканців, переважно пенсійного віку. Історично поділяється на такі частини: Староцентральна. Чічіловка, Іванівська, Новоселівка, Абісінія.
До 1917 року відносилось до Микільської волості (Катеринославського повіту)

## Географія
Село Вовніги розташоване на південному сході Дніпровського району, на правому березі річки Дніпро, вище за течією на відстані 7 км розташоване село Військове. На відстані до 2,5 км розташовані хутір Гроза і Кам'яно-Зубилівка. На схід від села простягається Дніпровський природоохоронний заповідник.

## Археологія
Місцевість була заселена ще у прадавні часи.

### Давньокам'яна доба
У села Вовніги знайдено крем'яні знаряддя праці епохи раннього палеоліту (100-40 тис. років тому).

### Новокам'яна доба
У 1949—1952 роках був виявлений великий пізньо-неолітичний могильник, що знаходився у самісінькому центрі села. Черепа з Вовнізького могильника характеризуються дуже великими розмірами і добре розвиненим рельєфом. Місткість мозкової коробки дуже велика. Череп довгий, високий і масивний. Лоб широкий і похилий. Обличчя різко профільоване, дуже широке, середньої висоти. Орбіти низькі і широкі. Носові кістки виступають сильно, профіль спинки носа прямий, рідше увігнутий. Черепа Вовнізького могильника належать до кола древніх європеоїдних форм і за багатьма ознаками мають морфологічну схожість з пізньо-палеолітичними групами Європи.
Виявлене поселення Сурсько-дніпровської культури нової кам'яної доби.
Під селом були могильники дніпро-донецької культкустанури маріупільського типу Вовнізькі могильники-1 й −2. Два родових могильника і чотири поселення епохи неоліту (V—IV тисячоріччя до Р. Х.) виявлено поблизу сіл Олексіївки, Вовніги й Військового. Особливе значення має дослідження Микільського могильника (Микільського кромлеху).

### Бронзова доба
На території цих населених пунктів й біля них виявлено й частково досліджено кілька поселень й курганних могильників епохи бронзи (III — початок I тисячоліття до Р. Х.) {}.

## Історія

### Походження назви
Назву село отримало від Вовнизького (Волнисського) порогу, що знаходиться біля берега Дніпра теперішнього розташування села (наразі затоплений).
Костянтин Багрянородний пише, що п'ятий поріг роси (варяги за походженням) називали Varuforos (др.-исланд. Barufors :порог с волнами), а по-слов'янськи поріг називався Вулніпрах -Вълньныи прагъ βουλνηπραχ Вольный порог -, через те, що він утворював велику загату,
Вовнизький поріг у джерелах кін. XVI—XVIII ст. має назви Wewnich, Woleznij, Волнег, Wolniow, Wownihow, Вовнігн, Wolna, Wolnoi, Вольных, Вовный, Волных, Wolinoy, Вовня, Вовниг, Вовнински, Вовнижской, Волницкой, Волной (Волнинский).

### Прадавні часи
В історичні часи коло Дніпрових порогів жили і проходили різні народи — варяги, скити, роси, сармати, роксолани, алани, ост-готи, гуни, авари, або обри, хозари, угри, печеніги, половці, татари, запоріжці. Тож назви порогам були дані ще в ті часи.
Грецький письменник X в. імператор Костянтин Багрянородний (905—959) розповідає, як спускалися роси через Дніпровські пороги на човнах. Перед порогами людей висаджували на березі, потім голі, обмацуючи своїми ногами дно, тягли човни, щоб не натрапити на будь-який камінь. Одні у носа, інші посередині, а треті у корми, штовхаючи човен жердинами, Потім забравши з суші людей, ідуть далі.. При цьому стражі невсипно несуть варту через половців, а інші проводять рабів у ланцюгах по суші.

### XVIII століття
Ще в 1781 році правий беріг Дніпра був незаселеним. Академік Василь Зуєв, який мандрував тими містами, знайшов в степах лише слободу Будинка.
Але через три роки, в 1784 р. адмірал Пущин бачив там вже декілька поселень, і серед них слободу Волницька (6 дворів і 25 душ, 5,5 верст від с. Миколаївка), яку граф П. О. Рум'янцев-Задунайський отримав у процесі роздачі Запорізьких вольностей.
у 1787 році у селі проживало 15 чоловік і 3 жінки, було 8500 десятин придатної землі та 500 десятин невжитків.
У 1796 році ті землі успадкував Сергій Петрович Рум'янцев.

### XIX століття
У 1800 році село Вовніги (Волніги) разом з Башмачкою (194 душ мужескаго пола та 8344 десятин землі) перейшло у володіння Григорія Петровича Милорадовича, а після смерті його дружини Олександри у 1838 році — до його сина Дмитра, а потім у спільну власність до Костянтина, Миколи та Григорія Милорадовичів. Милорадовичі намагалися назвати село Григорівкою, але назва не прижилась. На землях Милорадовичів від Вовніга до Дубового острова простягався дубовий ліс. І там такі дуби були, що як не в чотирьох, то і не обіймеш.
За спогадами старожилів село у 60-70 роках XIX сторіччя було заселене переселенцями литвинами з Чернігівської губернії: Марченок, Коновець, Томілко, Салівон, Аленич, Вискарка та інші. Приблизна карта переселенців у примітці.
4 сім'ї Баришполів та 3 сім'ї Бондаренко потрапили у Вовніги, коли вони тікали з Борисполя на Дон. Вони почули шум річкових порогів, і коли підійшли до берега в районі Вовніга, де риба — кишіла. Тож утікачі тут зупинилися, тут харчувалися, але вони не знали, що це за ріка. Потім їм повідомили, що біглеці можуть поселитися тут, будувати хати, а належати будуть місцевому пану.
У 1843 році шлях Тараса Шевченка до Запоріжжя пролягав через Вовніги. У 1911 році сторічний селянин Влас Сербиченко розповідав, як одного жаркого липневого дня він, тоді молодий рибалка, йшов з села Вовнижі в село Микольське. Біля Ненаситського порога його наздогнав якийсь чоловік, невисокий на зріст, з торбою через плече, з невеликою ношею в руці. Це був Шевченко, стомлений далекою дорогою. Розговорилися. І Влас дізнався, що поет ішов до Діда — так називався поріг Ненаситець.
У кінці 50-х років XIX століття ще один мандрівник О. С. Афанасьєв-Чужбинський завітав до Вовнігів. Він побачив, що село побудувано на горі між брилами. Мешканці ловили осетрів, налічувалось багато шинків, через те, що тим шляхом повертались лоцмани. Негожого осіннього вечора 1856 року Афанас'єв цілу годину блукав селом, допоки одна бідна жінка не дала йому прихисток. Потім Афанас'єв зустрів поміщика Григорія Дмитровича Милорадовича (1833—1882), молоду людину у військовому мундирі, який займався сплавлянням лісу з верхніх пристаней. Милорадович впевнив, що він має намір поліпшити економічний стан Волнігів, як це він вже успішно зробив у себе в Чернігівській області.
Станом на 1859 рік у панському селі Вовніги налічувався 91 двір й 574 мешканця (281 чоловік та 293 жінки). Працював завод. Основні роди на той час носили такі прізвища: Дон (Доненко), Карпенко. Сич, Богдан, Волжан, Протченко, Пивовар, Лисенко, Третяк, Дорошенко, Буштрук, Кудлач, Сердюк, Сміюха, Копиленко, Михайленко, Гайбенко, Тугайбей. Останні два прізвища надали назву Гайбеєвій балці
19 лютого 1861 вийшло Положення про селян, згідно якого селяни отримали в дар від Милорадовичів по 1 десятині на ревізьку душу або 316 десятин на 180 домогосподарств. Це було дуже мало, і вовніжани не мали можливості на такому обмеженому наділі вести хліборобство і скотарство. Милорадовичам лишилася найкраща земля в повіті уздовж Дніпра на три версти площею 1809 десятин. Це надавало їм дохід від риболовлі (700 руб. на рік) та від продажу дубового лісу, який займав 80 десятин. Селяни вимушені були орендувати у Милорадовичів потрібну їм кількість землі, конкуруючи в орендній платі з німцями кожного разу при подовженні договору про найм землі. Таким чином, завдяки поблажливості Милорадовичів 17 років селяни платили за оренду 6 руб. за десятину і жили так-сяк і навіть заощаджували якусь копійчину на чорний день..
У 1871 році вовнізький селянин Лисенко Устин Симонович (1850 р.н.) був засуджений Мировим суддею за крадіжку 4-х індиків до 1,5 місяці тюремного ув'язнення.
З 1875 року у селі відкрилася школа.
В жовтні 1879 року Милорадовичі оголосили про своє рішення продати всю землю 1809 десятин готівкою за ціною 60 руб. за десятину, надавая селянам перевагу та можливість знайти гроші до лютого 1880 року, коли закінчувався строк оренди. Конкурентами селян були ті ж самі німці, але цього разу більш небезпечними, бо вони мали на руках готівку. Для вовніжан настав чорний день: їх земля мала перейти у власність до німців. Поміркувавши, громада вирішила діяти і взяти позику на покупку землі 65 тис. рублів під векселя на заставу землею та іншими зобов'язаннями. Але цей задум не мав успіху через те, що приватні особи пропонували важкі умови, а Спілка взаємного кредитування губернського земства [Архівовано 28 квітня 2016 у Wayback Machine.] не наважилася надати велику суму грошей під векселя і через недосконалість Статуту. Та громада с. Вовніги продовжувала шукати шляхи свого спасіння. 14 грудня 1879 року на XIV черговій сесії Катеринославських губернських земських зборах розглядалося питання уповноважених від Вовнізької сільської громади Йосипа Дмитровича Короткого, Василя Садового та Карпа Михайленка про сприяння в придбанні їм від панів Милорадовичів 1809 десятин землі (1976,33 га). За розрахунками уповноважених їм потрібно було 108540 рублів (1809 дес. х 60 р.). але селяни мали готівкою лише 20540 руб. Земські збори відмовили громаді голосуванням 31 проти 4. Гласним на цих зборах був один з братів Милорадовичів — Микола Дмитрович (від Управління державним майном, яким він керував).
На той час селяни не мали достатньо землі для підтримки свого господарства. Ситуація погіршувалася з кожним десятирічним процесом природного приросту населення. Збільшення селянських сімей призводило до дроблення виділеного наділу. І Російська імперія почала переселяти селян з південних регіонів до Сибіру та до Казахстану в XIX — початку XX ст. Зокрема, вовніжан Лагно Хому Івановича з жінкою Ганною Іванівною та Саламаху Івана Андрійовича з жінкою Фіоною Петрівною, Проценко Володимира Яковича з жінкою Устею Іванівною було переселено до Кустанайського повіту.
Станом на 1886 рік у селі мешкало 500 осіб, налічувалось 100 дворів, існували школа та лавка.
У 1887 році землі села Вовніги були розподілені наступним чином:
- три ділянки (1954 десятини) належали казенним лоцманам сіл Лоцманська Кам'янка (1258 десятин), Старі Кайдаки (478 десятин) та Сурський хутір (217 десятин);
- лісова ділянка (696 десятин) належали губернському секретарю Григорію Львовичу Милорадовичу з іншими;
- садибна ділянка (6 десятин) у володінні губернського секретаря Григорія Львовича Милорадовича.
- 334 десятини у володінні селян-власників.
За спогадами Лукьяна Сотченко (Осадчего) з с. Петро-Свистунове, від 26 вересня 1888 года, майже увесь дубовий ліс Милорадович спродав жидам на вугілля.
У 1894 році ділянка (478 десятин), що належала казенним лоцманам с. Старі Кайдаки перейшла до Товариства казенних лоцманів с. Старі Кайдаки.
У Списку засуджених 1896 року значаться хлібороби Борисенко Дем'ян Захарович (1831 р.н.), Борисенко Яків Дем'янович (1862 р.н.), Кубишка Єфрем Трифонович (1876 р.н.), Сміюха Іван Кононович (1858 р.н.). Сміюха Никодим Максимович (1844 р.н.). Сміюха Платон Трохимович (1870 р.н.).
За переписом 1897 року кількість мешканців зросла до 893 осіб (442 чоловічої статі та 451 — жіночої), з яких 872 — православної віри.
У 1898 році під час епідемії віспи померло 12 вовніжан, а під час епідемії черевного тифу — четверо.
У Вовніги навідувався історик Новицький Я. П., який бачив знамениту сільську рибальню — дуже гарний будиночок. Там він зустрів 10 рибалок-вовніжан, які повідомили, що вони в квітні ловлять осетра, а в інший час оселедців. Оселедці були дуже жирні і смачні, і рибалки тут же їх засолювали.
По селах Микільської волості (Волоське, Нікольське, Звонецьке, Військове і Вовніги) розЇїжджав відомий агітатор Микола Михайлович Стасюк (студент гірничого училища) і закликав селянські сходи до бойкоту уряду, повним і негайним припиненням сплати податків, і до відкритого невизнання влади ні в особі своїх старих виборних, ні в особі урядовців … Головним завданням Селянської спілки, — говорив Стасюк, — є аграрна боротьба.
у 1904 році у селі Вовніги вперше завітав Дмитро Яворницький. Десь він довідався вчений, що в Корнія Пиндича, старого рибалки, зберігаються дві коштовні речі: козацька шаблюка та пістоль з кремінним запалом. Після переговорів Корній Пиндич віддав до музею свої скарби. В іншого селянина Дмитро Іванович взяв чумарку для музею.
У 1907—1908 роках у вовнизький школі вчителював Колодченко Олександр Потапович, патріот-освітянин, уродженець с. Солоне.
Вовнизький порог давав енергію двом дерев'яним млиниам: на одному борошно мололи, на другому — сукно били. Один на березі стояв, другий — посеред самої ріки. Вище Вовнізького порога можна було переплисти річку човном. А взимку — пішки по
кризі.
У 1912 році в семирічній земській школі села Вовніги вчителями працювали міщанин Фоменко Павло Петрович, селяни Полуектов Омелян Омелянович та вчитель гімназії Федір Баришпол. Куратором школи був селянин І. Буштрук (з 01.01.1909 р). В школі вчилося 97 учнів (52 хлопчики та 45 дівчат). На той час там було 180 дворів, проживало 1446 людей, з яких 1432 селян (717 чоловіків і 715 жінок) та 14 різночинців (8 чоловіків та 6 жінок).
У Списку осіб, засуджених до покарань за 1916 рік значиться вовніжанин Вискарка Леонтій Іванович, 1885 р.н..
Перед революцією в селі налічувалось 200—230 дворів, багатими вважались Марченок Іван Іванович (100 найнятих працівників), Пиндич О. К., Буштрук Ю. Чверть населення жило з риболовлі, чверть батрачили. 70 % населення були неграмотними. Зокрема, Буштрук Михайло Євменович 1884 р.н. мав власної землі 320 дес., орендованої — 40 дес.,млин з нихтовим двигуном, рибну ділянку, молотарку, коней 16-20 штук, рогатої худоби 10 шт, постійних робочих — 4 чоловіки, сезонних — 7.

### Радянський період (до Другої світової війни)
Влітку 1918 р. на дніпровських островах у районі с. Вовниги переховувались синьожупанники у кількості 300 чоловік. До них приїздив сам Нестор Махно, щоб залучити їх до своїх лав. Махно прожив на острові майже тиждень, харчуючись однією рибою, яку вони ловили, тут же варили і їли.
Радянська окупація встановилася у 1919 році. Згодом був організований Комітет незаможних селян (КНС), членами комітету були Марченок Г. Я., Сміюха Ф. Т. КНС наділяв селян землею (1,3 га на їдока), вів боротьбу з куркулями та займався постачанням хліба для Червоної армії.
У липні-серпні 1920 р. на півночі Олександрівського повіту та Півдні Катеринославського губернії діяв Вовнізький Повстанський Відділ (ВПВ). Навпроти Вовнігів був острівок, який відрізав від материка канал вздовж Вовнізького порога. На цьому острівку були пісок, каміння й скромні кущі лози. Саме там у 1920 році отаборився «Вовнізький повстанський відділ». Отаманом загону був Іван Марків (псевдонім Чорна Хмара) та Іван Бондаренко (відомий вільнокозацький отаман 1917—1919 рр.). До загону входили Гаврила Гордієнко, Олекса Ренгевич з Августинівки та хлопці з сіл Вовніги, Микільське, Військове. Основна діяльність полягала у недопущенні агентів радянської влади на місцевість, зокрема для виконання продрозверстки. Відділ нападав на продовольчі загони та представників радянської влади. Гаврило Гордієнко потім згадував; «Одного разу з Катеринівки дали знати, що там аж два продагенти, ночують один в одній хаті, другий в іншій хаті. Біля півночі ми їх відвідали й тишком нишком забрали одного й другого. Не помогли їм нагани під подушками. Відвезли їх до Дніпра й пустили їх плавати понижче Вовнізького порога». Наприкінці серпня 1920 року вовнізький відділ потрапив під обстріл й був розгромлений.
У 1920 році в село приїхали представники Брянського заводу, щоб забрати у вовніжан хліб. В центрі села зібралась громада з цього приводу, часи були нелегкі і нікому не хотілося віддавати хліб хтозна кому. Хтось з селян повідомив про це атамана Брову. який в цей час знаходився у с. Звонецькому. Атаман Брова негайно приїхав до Вовнігів і розстріляв всіх посланців міста.
У жовтні 1920 року в с. Вовніги провів свій останній бій Катеринославський повстанський кіш. Бійці були притиснуті до Дніпра і не мали іншого виходу, як здолати річку. Хто на плотах, хто на човнах, а хто вплав під кулями червоних намагались дістатися лівого рятівного берега. Невелика частина пробилася крізь оточення і розсіялася по байраках. Дехто відсидівся у плавнях. Багато козаків загинуло в дніпрових хвилях. На той бік переправилося лише 318, і то переважно без зброї та одягу. А було їх перед боєм 600.
Влітку 1925 року Вищу урядову комісію з питань Дніпровського будівництва очолив Лев Троцький. Під час експедиції до Кічкасу для інспекції майбутнього будівництва, Троцький зупинявся у с. Вовніги. В обід, влаштований у найкращій хаті села, Троцького всадовили як шанованого гостя, у куток, прикрашений багатьма іконами. Перед іконами горіли лампади. Для радянських часів то було дивне видовище. Але Троцький удав, що нічого особливого не відбувається і не зробив жодних зауважень з цього приводу.
У 1927 розпочалося будівництво Дніпровської ГЕС. Нижня частина села підлягала затопленню і її мешканців переселили у 1929 році у новостворене село Калинівка, хутір Гроза, с. Дніпрельстан та с. Любов.
У 1928 році організували МТС (завідувач Третяк Іван Назарович) і колгосп ім. Хатаєвича.
У 1929 році пройшла перша хвиля розкуркулення. Зокрема, розкуркулили Буштрука Михайла Євменовича (який у 1927-28 роках мав 13 дес. землі, а у 1929 — 12 десятин) і позбавили його виборчих прав, Податків Буштрук М. Є. заплатив за 1927/28 — 64 руб. 80 коп., за 1928/29 — 135 руб. Також розкуркулені були Іван Марченок, у котрого були семеро дітей: найстарший Дем'ян, потім Лука, Іван, Мартин та Петро і доньки.
З 1929 по 1931 священиком Христовоздвиженської  релігійної громади в Вовнігах служив  Федір Андрійович Чепурковський (1893—1937), уродженець с. Петриківка.
В 1930 році колгосп перейменували на «Радянка». Першим бригадиром був Баришпол Павло Васильович. Організували свиноферму, конеферму, скотофрему, яку довгий час очолював Сміюха Савелій Іванович. Ветеринарним лікарем працював Баришпол Іван Демидович. Вівчар Савенко Максим доглядав 100 овець і був декілька разів на виставці ВДНХ у Москві. В цьому році також створена перша партійна організація, членами якої стали Сич Федір Арсенович, Сміюха Федір Іванович, Сердюк Микола Кирилович (всі загинули під час радянсько-німецької війни).

Кодекс законів про працю, який діяв наприкінці 20-х і на початку 30-х рр., не забороняв оренди землі, використання найманої робочої сили, приватного підприємництва на селі. 5 квітня 1930 року ВУЦВК і РНК УСРР видав постанову «Про заборону орендувати землю й застосовувати найману працю в одноосібних господарствах у районах суцільної колективізації». Друга хвиля розкуркулення завдала ще більшого удару по українському селу, яке за роки непу здебільшого стало середняцьким. У 1930 році Буштрук Михайло Євменович мав вже 10,5 десятин, крім того прибутки від млина, постійних робочих 2 чоловіки, сезонних — 3. Податків він заплатив за 1930 році — 253 руб., за 1930/31 — 49 руб і в колгоспі не перебував. У 1931 році Буштрука М. Є. розкуркулили і вислали з сином Володимиром 1916 р.н. Політхарактеристика: «Служив в царській армії рядовим. Вороже ставився до Радвлади, переховував бандитів».

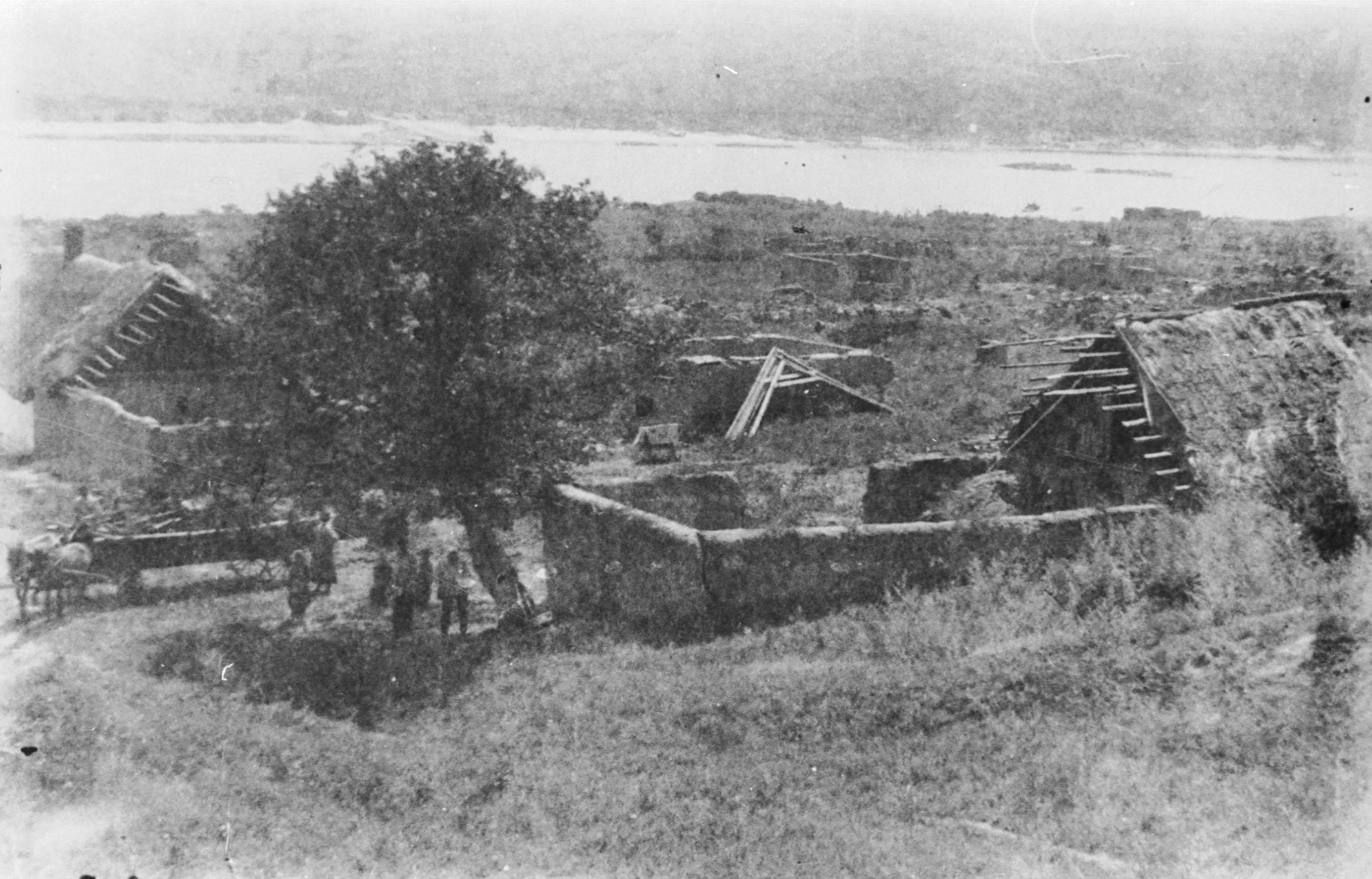
с. Вовніги перед затопленням під час будівництва Дніпрогеса,1932 рік

У 1931 році у селі провадилися розкопки під керівництвом Дмитра Яворницького, який спілкувався з головою сільради Пиндичем Андрієм Корнійовичем, ходив Вовнігами, роздивлявся у кого яка хата та двір та чи є ворота, чи немає. Розпитав Михайленка Петра, хто живе край села. На краю села жили Дорошенко та Бардак. Яворницький на це сказав, що Дорошенко — це українець, а Бардак означає будинок, у якому збираються хлопці та сокирять. Археологи жили у трудшколі, і скаржилися на селян, які відносилися до них не дуже дружньо, відмовлялися їх пригощати та продавати їжу. Це можна пояснити тим, що археологи і інші дослідники часто поводяться нечемно по відношенню до місцевих жителів, яким не подобається, що хтось щось викопує на землях їх предків, Все це доводить археолог М. О. Міллер [Архівовано 13 березня 2016 у Wayback Machine.]: «Одержав листівку від Соляника [Архівовано 1 грудня 2017 у Wayback Machine.], вони довбуться у Вовнігах. Пише, що дуже погане життя, та я гадаю, що вони самі багато винні, бо якраз компанія зібралась недотепна». Та з приїздом Залізняка, як фотографа, ситуація на деякий час змінилась. Оскільки він почав фотографувати місцевих жителів, а платою за фото були продукти споживання — молоко, хліб, яйця, риба. Але це тривало не довго.

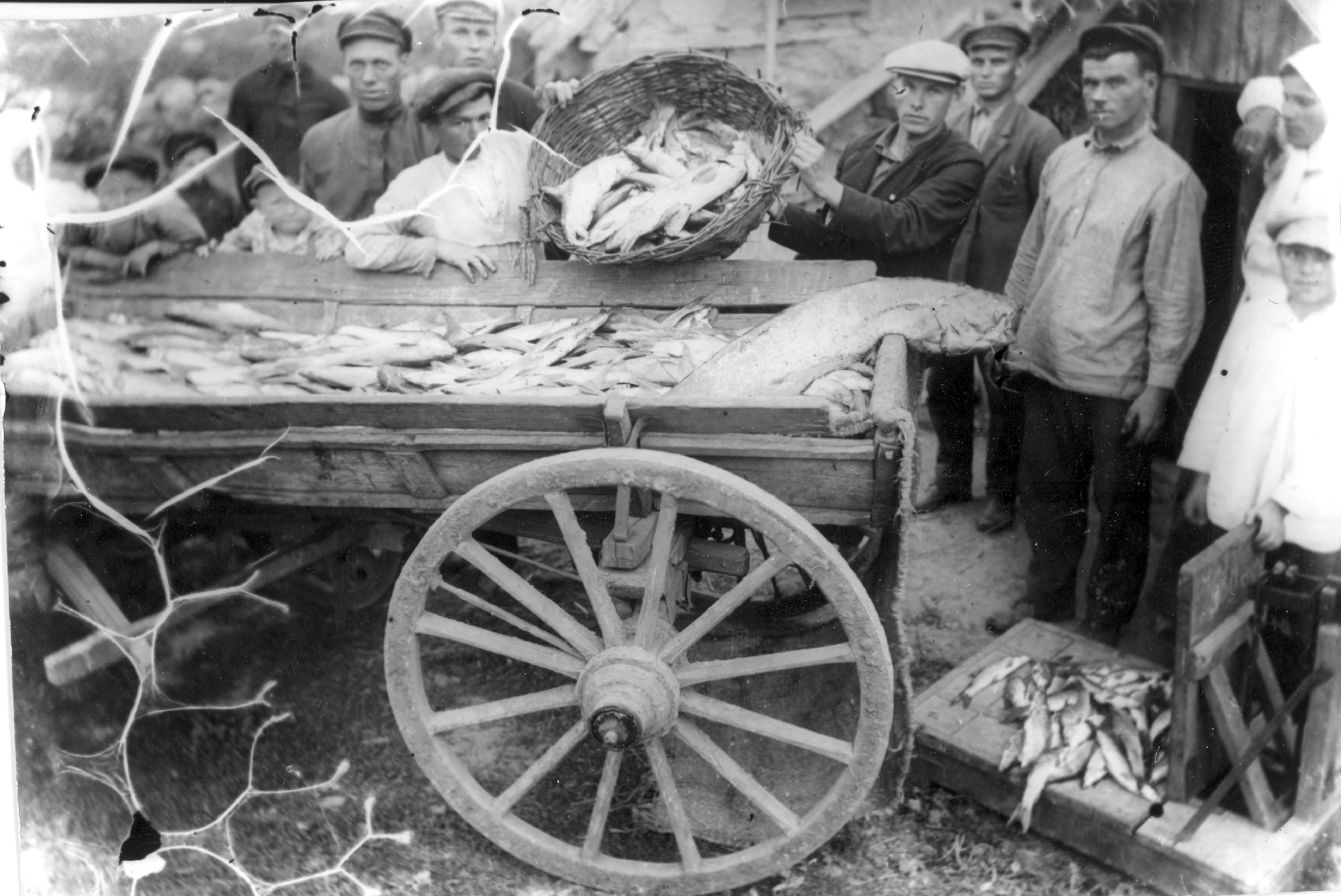
Селяни риболовецької артілі с. Вовніги з виловом риби, пійманої після пуску Дніпрогеса. 1932 р.

У 1932-му з побудовою Дніпрельстану води Дніпра покрили нижню вулицю Вовнігів разом зі школою.
У 1932 році церкву було перероблено на клуб. Завклубом призначено Третяка Івана Назаровича. В цьому ж році почала працювати школа (директор Яновська Діна Василівна), але навчання провадилося по хатах. Спочатку в хаті Миколи Марченок, потім один рік в хаті Марченок Тараса Никифоровича, у якій жив на той час Коновець Семен Петрович (?). В цьому ж році організовано комсомольську організацію. Першими комсомольцями були Баришпол Олексій Миколайович, Богдан Яків Карпович (теж загинули під час радянсько-німецької війни).
8 грудня 1932 у Вовнігах пройшло засідання  комісії по чистці членів та кандидатів в члени ВКП(б) під головуванням Яна Томашуна
До війни у селі була артіль, яка мала тваринницькі ферми, рисаків-напівкровок, сад, цегельню, пасіку і навіть морський катер, який курсував до Дніпра та Запоріжжя, Катер вміщував 70-80 чоловік та 15 тонн овочів та фруктів. Селяни їздили продавати сільськогосподарську продукцію у міста, а молодь у свята та вихідні — у театри.
У селі діяв рибколгосп ім. Фрунзе. Рибалки Сміюха Петро Никодимович, Богдан Іван Кононович, Савенко Іван Селіверстович, Соломаха Федір Герасимович, голова рибколгоспу перед війною — Пиндич Семен Корнійович.
У 1935 році голова колгоспу ім. Хатаєвича — Танцюра Павло Дем'янович (1905 р.н., уродженець села Аполонівка), голова сільради — Симоненко Мина Юхимович (1896 р.н. уродженець с. Сергіївка Солонянського району).
У 1931-40-х роках по країні пройшла хвиля політичних репресій. у 1931 році колгоспник с/г артілі «Радянка» Сміюха Василь Кирилович 1900 р.н., за агітацію проти здачі хліба державі ув'язнений до виправно-трудового табору (ВТТ) на 4 р.. Конюх с/г артілі ім. Калініна Волжан Антон Пилипович 1900 р.н. розстріляний у 1938 році як агент іноземної розвідки, а колгоспник с/г артілі ім. К. Лібкнехта  Марченок Степан Якимович розстріляний у тому ж році розстріляний за шпигунство на користь Болгарії. Хлібороб-одноосібник [Архівовано 15 вересня 2016 у Wayback Machine.] Бондаренко Тихон Лукич 1888 р.н. за начебто контрреволюційну діяльність ув'язнений у 1935 році до ВТТ на 4 р, а член Чаплинської спілки по обробці землі Васильківського р-ну. Кудін Терентій Іванович 1872 р.н. звинувачений у 1937 році в участі у контрреволюційній організації і ув'язнений на 5 р. до концтабору. Баришпол Микола Михайлович, 1910 р.н. у 1940 р., звинувачений контрреволюційній агітації і позбавлений волі у ВТТ на 8 р..
У 1940 році головою колгоспу ім. Чкалова був Доненко Федір Омелянович.

### Радянсько-німецька війна
Село було захоплено німецькими військами в суботу 21 серпня 1941 року о 15 годині, після чого німці були відбиті і вже остаточно увійшли в село 4 вересня 1941 року о 19.00.
Артилерійські обстріли у Вовнігах пролунали 1 вересня 1941 року і тривали до 5 жовтня 1941 року.
У селі розташувався штаб угорських військ в хаті Василя Марченок.
До Німеччини було угнано 24 молодих людей, серед інших — Коновець Григорій Степанович (1923 р.н), Третяк Федір Іванович (1923 р.н.), Баришпол (Коновець) Надія Степанівна (1925 р.н.) та інші.
30 вересня 1942 р уродженець с. Вовніги Кудін Степан Андрійович за те, що перебуваючи в полоні, працював на кухні німецького військового підрозділу був ув'язнений на 10 р. до ВТТ. Після німецького полону перебував в спецтаборі НКВС в Івановській обл.
При відступі німці будували бастіони на березі річки Дніпро, аби затримати пересування Червоної Армії на правобережну Україну.
Місця для переправи вибиралися між великими містами, де не було навіть доріг. Німці не чекали звідси атак, тому зміцнювали ці ділянки менше. Але все-таки навіть тут оборона була дуже міцною. Споруджений ними на Дніпрі Східний вал німці вважали абсолютно неприступним. За весь період війни стільки засобів переправи, як в районі Військове-Вовніги не було зосереджено ніде. Переправу тут тримали 4 та 5  понтонно-мостова бригада підполковника Баландіна Костянтина Максимовича і Номінаса Бориса Діомидовича і 8-й моторизований понтонно-мостовий полк майора Коржова.
До 14:00 27 вересня 1943 року з району Петро — Свистуново Дніпро форсували підрозділи 592-го стрілецького полку 203-й стрілецької дивізії (командир — полковник Р. З. Зданович). 29 вересня дивізія у складі 592-го, 610-го і 619-го стрілецьких полків, повністю закінчивши форсування, в 15:00 після артилерійського нальоту на ворожі позиції перейшла в наступ, прорвала оборону противника і, оволодівши селом Вовниги, закріпилася на зайнятому рубежі. Увесь беріг потопав у вогні і диму від Катюш, які стріляли з-за Дніпра, щоб прикрити переправу. На кряж вискочили сила-силенна бійців радянської Армії, здорові, одбірні хлопці і зайшли таким чином до села. Штурму Дніпра в районі с. Вовніги радянськими воїнами присвячена діорама «Би́тва за Дніпро́».
А 30 вересня почалося масовий наступ. Стрілецькі частини переправлялися вже цілодобово. Від розривів снарядів на річці стояв ліс з султанів води. Здавалося, що Дніпро хоче вирватися з берегів і піднятися кудись в небеса. Село було звільнено від німецьких військ 30 вересня 1943 року в 15,00.
Та 2 жовтня 1943 року о 18,00 село знов було захоплено німцями і остаточно звільнено 23 жовтня 1943 року о 4 ранку.
Місцеві жителі свідчать, що територія піддавалася артилерійським обстрілам з 24 вересня по 23 жовтня 1943 року.
До кінця 1943 року селяни встигли збудували нову школу, директором — Зімін Андрій Панкратович, вчителькою його дружина — Килина Матвіївна. Вчителювали вони принаймні з 1935 року.

### Радянська влада (після німецької окупації)
У 1946 році до села завітав відомий український поет Дмитро Демерджі [Архівовано 20 березня 2016 у Wayback Machine.], який у той час працював у редакції газети Зоря. До села його підвозив на підводі Марк Гаврилович Буштрук. який розказав поетові, про те, що берег Дніпра від с. Військового до Вовніг розрито траншеями, величезними воронками від снарядів, ровами, а над берегом на кілька кілометрів поля усіяні уламками, гільзами, частинами від різної зброї. Дмитро Демерджі власними очима бачив, у яких умовах серед розбитих «тигрів», «пантер», броньованих ковпаків, купами сплутаного заіржавілого колючого дроту селяни засіяли озимі, ячмінь та овес. Коли підвода заїхала у село поет уздрів вулицю, яка вела вниз до села, чепурні, акуратно побілені хати; по дворах все чисто заметено. Все село рясніло біло-рожевим квітом у садках. а нижче — широкий та дужий Дніпро, і чайки над водою кружляли.
Після війни у селі діяв колгосп ім. Валерія Чкалова, головою був колишній фронтовик Андрій Петрович Коновець.
З 1946 року і впродовж 40 років директором Вовнізької початкової школи була Музика (Марченок) Ольга Яківна (1917—2010). Серед її учнів — головний лікар Солонянській центральній районній лікарні Анатолій Братко, офіцер Іван Анатолійович Баришпол, ланкові Володимир Сміюха і Володимир Семенович Коновець та інші.
У 1950 році колгосп ім. Валерія Чкалова приєднали до колгоспа ім. Калініна (голова Дон Іван Андрійович (1911 р.н.) до 1959 року, потім агроном).
З 1953 по 1961 роки у селі збудовано дитячий садок, медпункт, оновлено олійницю та клуб, зведено кузню, водопровідну башту, майстерні. Майже весь сільськогосподарський інвентар було виготовлено Радецьким Адольфом Івановичем.
Багато років молочною фермою завідувала Віра Пантеліївна Третяк. Також вона була головою жіночої ради колгоспу ім. Калініна. 
На виборах до районної ради депутатів трудящих від 05.01.1955 року по Вовніжському виборчому окрузі № 10 була створена виборча комісія. Голова комісії — Дев'ятка Григорій Артемович від рибартілі ім. Фрунзе, заступник голови — Габрильчук Петро Григорович від колгоспників артілі ім. Калініна, секретар комісії — Бондаренко Діна Іванівна. Члени комісії: Шевченко Олександр Кузьмович від колгоспників артілі ім. Петровського, Пиндич Іван Артемович, Івашин Павло Якович від Башмачанської середньої школи, Остащенко Катерина Максимівна.
У 1979 році біля села прокладено аміакопровід Тольятті — Одеса, заради чого частину села (Абісінія) було зруйновано.
У 1989 року за переписом тут мешкало приблизно 420 осіб.

### Незалежна Україна
Все більше в селі дачників, які скуповують прибережні землі та будують на схилах Дніпра котеджі для власного відпочинку. Клуб не працює, бібліотека і школа припинили своє існування. Дітей підвозять до шкіл, що розташовані в селах Калинівка та Військове.

## Населення

### Мова
Розподіл населення за рідною мовою за даними перепису 2001 року:
| Мова                | Відсоток |
| ------------------- | -------- |
| українська          | 86,2 %   |
| російська           | 13,3 %   |
| інші/не визначилися | 0,5 %    |

## Релігійне життя
- Осередок баптистів
- Церква Опанаса Лубенського Чудотворця Московського патріархату, яка знаходиться у колишньому клубі

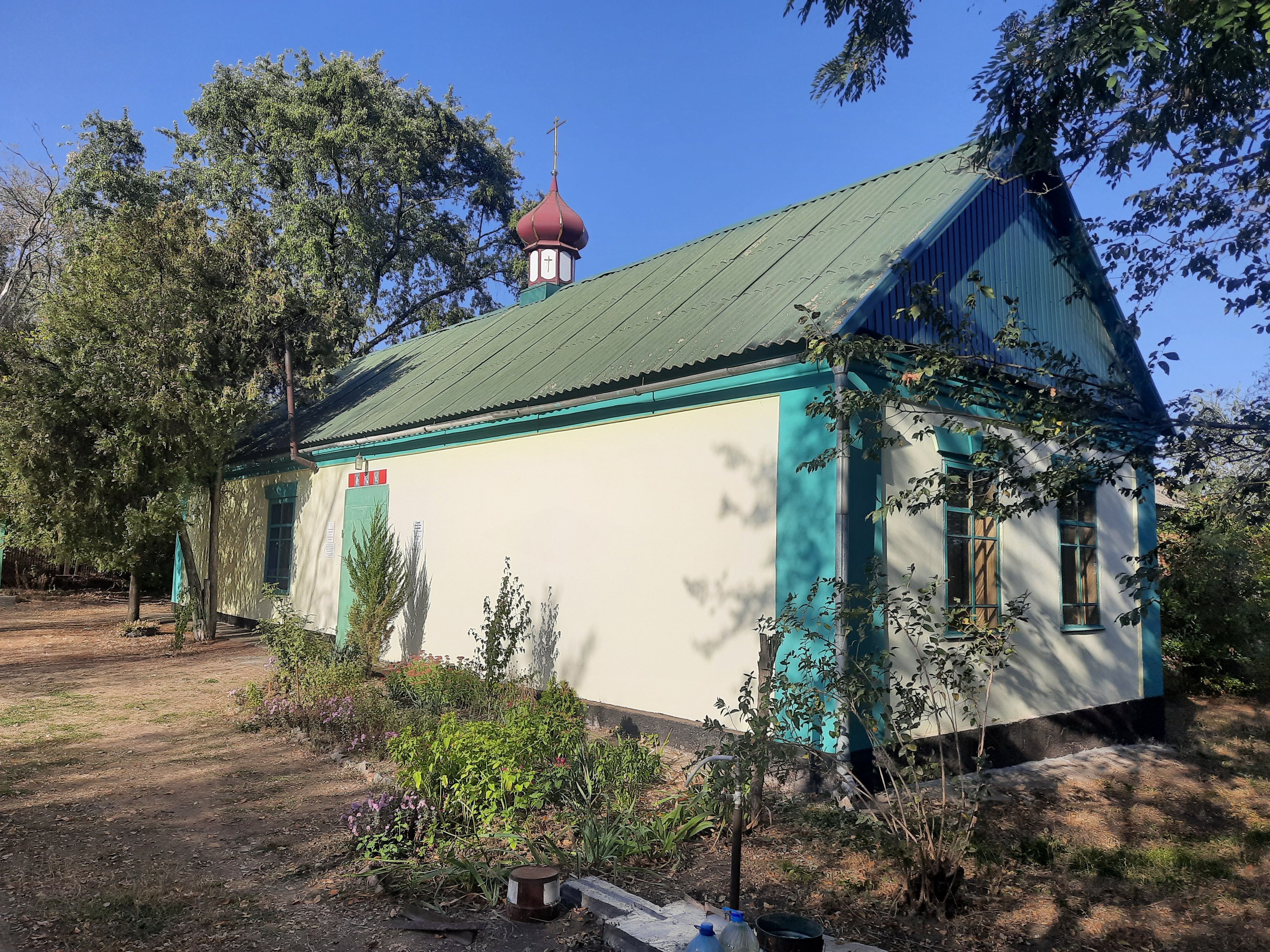
Церква Опанаса Лубенського Чудотворця УПЦ МП

## Відомі люди
БОНДАРЕНКО Кіндрат Миколайович [Архівовано 13 березня 2022 у Wayback Machine.] (1896 — †?) - отаман, учасник повстанського руху. Емігрував у 1920 до Польщі. Повернувся на Катеринославщину разом з відомим діячем повстанського руху доктором Гелієвим. Родина Бондаренків — найактивніші учасники повстанського руху у Вовнігах у 1918—1920 роках.
Бондаренко Назар Миколайович (1887-1920) - учасник повстанського руху, входив в організацію "Чорна Хмара" під проводом отмана Івана Марківа. Вбитий Запорізьким ЧК.
ВАСИЛЕНКО Платон Сергійович [Архівовано 5 січня 2022 у Wayback Machine.] (1898 — † ?) — учасник повстанського руху, в еміграції перебував в Польщі разом з Нестором Махно у таборі Стшалково. У 30-х роках XX сторіччя проживав у селі Холоп'я Івацевичського району Брестської області. Подальша доля невідома.
ВИ́СКАРКА Петро Миколайович (29. 06. 1927 — † 21. 12. 1996, Дніпропетровськ) — скрипаль, педагог. Заслужений артист УРСР (1972). Закінчив. Московську консерваторію (1959; кл. Д. Циганова). Відтоді — концертмейстер симфонічного. оркестру Дніпропетровської філармонії. Одночасно 1959– 84 рр.– викладач. Дніпропетровського. музичного училища. Під час німецької окупації 1941—1943 брав участь у роботі Солонянського театру.
ВОЛЖАН Антон Пилипович [Архівовано 1 жовтня 2021 у Wayback Machine.] (10.06.1900 — † 14.11.1938 р.) — учасник повстанського руху, в еміграції перебував в Польщі разом з Нестором Махно у таборі Стшалково. Засіданням особливої трійки УНКВС по Дніпропетровській області засуджений до розстрілу. Місце захоронення невідоме.